# Roger Jaspers
Roger Hubertus Josephus (Roger) Jaspers (Meerssen, 28 oktober 1963) is een  Nederlandse voormalige atleet, die zich had toegelegd op de lange afstanden. 
Jaspers is vijfvoudig Zuid-Nederlands kampioen en nam namens Nederland eenmaal deel aan de Wereld Kampioenschappen Veldloop (Stavanger, Noorwegen, 1989), 2 maal aan de Wereldkampioenschappen Veldloop voor Militairen (Tunesië, 1984 en Portugal, 1985) en 4 maal aan de Europese Veldloop Kampioenschappen voor Landskampioenen (Portugal, 1985 en 1986 en Italië, 1987 en 1988). Met het veldloopteam van AV Unitas uit Sittard werd Jaspers 4 maal op rij Nationaal Veldloop kampioen (1985, 1986, 1987, 1988). Tevens werd Jaspers bij de Koninklijke Landmacht in 1985 Nederlands kampioen op zowel de lange cross alsook op de halve marathon. 

## Loopbaan
In 1983 startte Jaspers met hardlopen. Daarvoor was hij actief in de wielersport, waarin hij zich had ontwikkeld tot een regionaal verdienstelijke wielrenner in de nieuwelingen en junioren categorie. De wielertraining vergde echter erg veel trainingstijd, vandaar dat Jaspers besloot om te kiezen voor een minder tijdrovende tak van sport. Naast de sport had Jaspers immers een 40-urige werkweek als IT specialist, hetgeen betekende dat de dagelijkse training plaatsvond in de avonduren.
Jaspers had zijn sterkste jaren tussen 1985 en 1989, met 1989 als beste jaar uit zijn carrière. In deze jaren werd hij 5 maal Zuid-Nederlands kampioen: 2 maal op de 5000 meter baan (1986, Sittard en 1989, Sittard), twee maal op de 10.000 meter baan (1986, Breda en 1988, Helmond) en 1 maal op de Veldloop (1988, Best). Verder behaalde hij een bronzen plak op de Nederlandse Kampioenschappen 10.000 meter baan in 1989 (Hengelo) en een vijfde plaats op de 5000 meter baan in 1986 (Amsterdam). In het jaar 1990 stond Jaspers het hele jaar aan de kant met een zware blessure en daarna heeft hij nooit meer het niveau van 1989 gehaald. Jaspers heeft nog een paar jaar serieus marathons gelopen om dit vervolgens nog jarenlang op recreatief niveau te hebben gedaan. Uiteindelijk is hij in 45 marathons gestart en ook gefinisht.
Als regionaal atleet in Limburg heeft hij de meeste bekende Limburgse wedstrijden één of meerdere malen gewonnen, o.a.:
- Treechloop Maastricht 5 maal (1984, 1985, 1986, 1989, 1995)
- Enci bergloop Maastricht 4 maal (1985, 1986, 1987, 1988)
- AVON Kerstcross Brunsummerheide 4 maal (1985, 1986, 1987, 1989)
- Heideloop Schaesberg 4 maal (1985, 1986, 1989, 1993)
- Observantloop Maastricht 2 maal (1986, 1989)
- Mescher Bergloop Mesch 2 maal (1989, 1990)
- Geulle-cross Geulle 2 maal (1986, 1987)
- Herfstloop Kerkrade 2 maal (1984, 1989)

In 1992 liep Jaspers zijn eerste marathon (Eindhoven) en dit was tevens zijn snelste marathon (2.23.13). In verhouding met zijn tijden op de andere afstanden is deze tijd relatief langzaam.
Vanaf 2012 beoefent Jaspers het hardlopen louter recreatief. Hij loopt nog gemiddeld 3 maal per week in een rustig tempo.

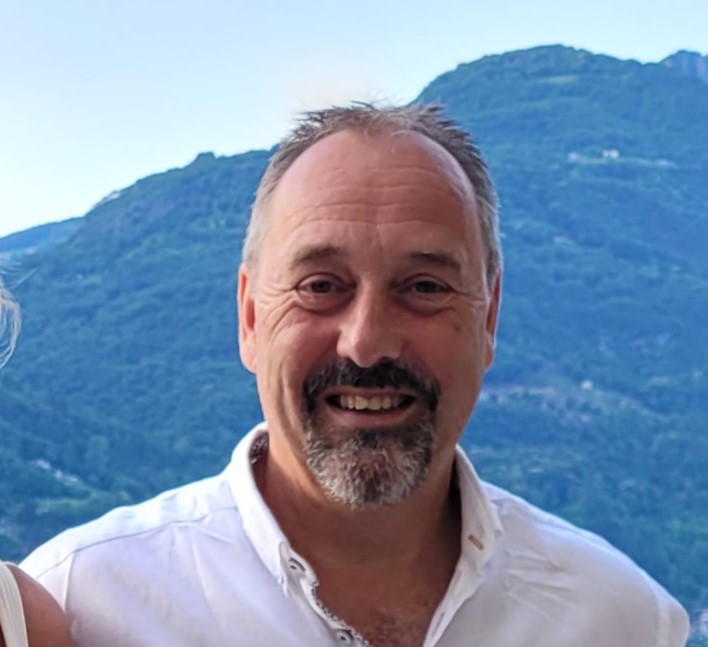
Jaspers in de leeftijd van 60 jaar.

## Persoonlijke records
Afstand, Tijd, Datum, Plaats
- 800 meter baan, 1:55 min, 25/07/1986, Sittard
- 1500 meter baan, 3:52 min, 02/08/1986, Sittard
- 3000 meter baan, 8:08 min, 22/08/1987, Tessenderloo
- 5000 meter baan, 14:10 min, 12/07/1986, Amsterdam
- 10.000 meter baan, 29:27 min, 07/06/1989, Kerkrade
- 15 km weg, 45:27 min, 23/04/1989, Maastricht
- 10 EM weg, 49:07 min, 27/03/1989, Oirsbeek
- 20 km weg, 1h 2:02 min, 08/03/1986, Alphen a/d Rijn
- Halve Marathon, 1 h 5:08 min, 03/09/1989, Heerlen
- Marathon, 2.23.13 min, 11/10/1992, Eindhoven